# Morphozonitis
Morphozonitis là một chi bọ cánh cứng trong họ Meloidae.
Chi này được miêu tả khoa học năm 1922 bởi Pic.

## Các loài
Các loài trong chi này gồm:
- Morphozonitis atripennis Pic, 1922
- Morphozonitis fasciata (Borchmann)